# Cenneth Almgren
Cenneth Almgren, folkbokförd Cennerth Dan Micael Almgren, född 18 april 1963 i Döderhult, Oskarshamn, Småland, är en svensk kristen sångare, musiker, låtskrivare och ljud- och musiktekniker.
Han växte upp i Rydaholm och Eksjö och är sedan 1987 gift med Katarina Millton Almgren (född 1963), sångerska i musikgruppen Salt.
Cenneth Almgren hade framgång som artist på 1980- och 1990-talen, han släppte flera plattor och medverkade vid den kristna musikfestivalen som årligen hölls på Scandinavium i Göteborg. Han har skrivit låtar i samarbete med bland andra Pär Edwardson, Martin Hedström och Björn Millton, Ketil Saunes och Frank Ådahl. Andra artister han samarbetade med var exempelvis Dan Ådahl.
Almgren har på senare år varit ljudtekniker för Bingolotto samt vid Carola Häggkvists jubileumsshow 2003. 

## Diskografi i urval
- 1985 – Nya tracks (Royal Music)
- 1985 – Sommaren (Royal Music)
- 1986 – Kärlek och glöd (Royal Music)
- 1987 – Wonderful world (Royal Music)
- 1988 – Cenneth Almgren (Royal Music)
- 1988 – Eldar (brinner i mej) (Royal Music)
- 1988 – Sätt min själ i brand (Royal Music)
- 1990 – Less Is More (Cantio)